# Lion (rivière)
Pour les articles homonymes, voir Lion (homonymie).
Le Lion est une rivière du département de l'Ain, dans la région Auvergne-Rhône-Alpes, et un affluent gauche de l'Allondon, donc un sous-affluent du Rhône.

## Géographie
La longueur du cours d'eau est de 9,8 km. Il prend source à 479 m d'altitude sur la commune de Segny, entre les lieux-dits les Trévys et les Voilnans.
il coule globalement du nord-est vers le sud-ouest en longeant les laboratoires du CERN.
Le Lion conflue en rive gauche de l'Allondon, sur la commune de Saint-Genis-Pouilly à 427 m d'altitude juste au nord de la RD 884 avant la limite de la commune de Thoiry.

### Communes et cantons traversés

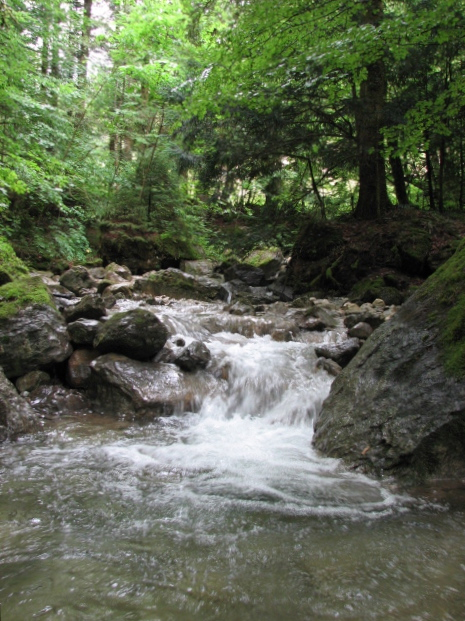
Le Grand Journans dans le Creux de l'Envers.

Le Lion prend sa source sur la commune de Ségny, traverse les communes de Ornex et Prévessin-Moëns, et conflue sur la commune de Saint-Genis-Pouilly.
Soit en termes de cantons, le Lion prend sa source dans le canton de Gex, et traverse et conflue dans l'ancien canton de Ferney-Voltaire, maintenant dans le canton de Saint-Genis-Pouilly, le tout dans l'arrondissement de Gex.

### Bassin versant
Le Lion traverse une seule zone hydrographique « L'Allondon ».

### Organisme gestionnaire

#### Contrat de rivières Pays-de-Gex-Léman
Le Lion fait partie du bassin versant de l'Allondon pour le contrat de rivières transfrontalier Pays-de-Gex-Léman.

## Affluents
Le Lion a quatre affluents référencés :
- La Bossenat (rd[note 1]) 1,4 km[6], sur la commune de Ségny

- Le ruisseau Petit Journans (rd) 3,3 km[7], prend sa source à Ségny, traverse Chevry, Prévessin-Moëns et conflue à Saint-Genis-Pouilly.

- La rivière Grand Journans (rd) 15,4 km[8] prend sa source à Gex, traverse Cessy, Échenevex, Segny, Chevry, et conflue à Saint-Genis-Pouilly avec quatre affluents et de rang de Strahler trois.

- Le Duare, ou l'Ouaf[note 2] (rd) 1,6 km[9], prend sa source, et conflue sur la même commune de Saint-Genis-Pouilly.

### Rang de Strahler
Donc le Lion est de rang de Strahler quatre par la rivière Grand Journans.

## Aménagement et écologie

### Pêche
Le Lion est une rivière du pays de Gex et donc dépend de l'AAPPMA de Gex.